# Schwäbische Celluloidwarenfabrik
Die Schwäbische Celluloidwarenfabrik August Haidorfer war ein Unternehmen mit Sitz in Mengen.

## Geschichte
1912 wurde das Unternehmen von August Haidorfer gegründet, um den neuen Kunststoff Zelluloid zu verarbeiten. Das Markensymbol war der Buchstabe S für Storch.
Die Schwäbische Celluloidwarenfabrik produzierte anfangs Toilettenartikel und Spielwaren. 1923 wurde ein großes mehrgeschossiges Fabrikationsgebäude errichtet. Die von 160 Mitarbeitern hergestellten Produkte fanden ihre Abnehmer in ganz Europa und in Übersee.
Ab den 1930er Jahren wurden Puppen unter dem Markennamen Storch produziert, die Entwürfe stammten vom Berliner Modelleur Anton Karpf. Die erste Puppenserie mit steifem Hals und aufgemalten Augen wurde unter dem Namen „Helga“ bekannt. Das zweite Modell „Gabi“ hatte bereits einen drehbaren Kopf. Ende der 1930er Jahre beschäftigte das Unternehmen über 400 Mitarbeiter und war somit der größte Arbeitgeber in der Stadt Mengen.
Infolge des Zweiten Weltkrieges konnten keine Produkte mehr exportiert werden und die Produktion wurde teilweise auf kriegswichtige Güter umgestellt. Nach dem Krieg war Zelluloid Mangelware; die Produktion wurde vorübergehend auf Holzspielzeug umgestellt. In den 1950er Jahren stand die Produktion von Zelluloid-Spielzeugen wieder im Mittelpunkt; die Produktpalette wurde ausgeweitet. 1963 verstarb der Firmengründer August Haidorfer. 1967 wurde die Massenproduktion von Puppen eingestellt.
1972 übernahm die Efka-Continua Kunststoffverarbeitung GmbH die Schwäbische Celluloidwarenfabrik. 1982 wurde die Produktion eingestellt. 1987 wurden die Gebäude der Celluloidwarenfabrik in Mengen abgebrochen. 1992 wurden das Maschinenhaus und der Schornstein niedergelegt.
Heute erinnert eine Ausstellung in Mengen an die Firmengeschichte. Weltweit sind Storch-Puppen aus der Schwäbischen Celluloidwarenfabrik in zahlreichen Puppenmuseen ausgestellt.